# Битка при Химера (310 пр.н.е.)
Вижте пояснителната страница за други значения на Битка при Химера.
Битката при Химера (на латински: Himeras, на гръцки: Ἱμέρας) се състои през 311 пр.н.е. или юни 310 пр.н.е. на южната част на река Химера (днес Имера Меридионале или Салсо, Fiume Salso) на остров Сицилия между картагенците и войската на Агатокъл от Сиракуза и завършва с победа на картагенците.
Битката се състои на река Химера между Агригент и Гела в Сицилия. Командир на картагенците е Хамилкар (син на Гискон) и внук на Ханон Велики. Командир на Сиракуза е Агатокъл, тиран на Сиракуза.
След битката Агатокъл събира остатъка от войската си, запалва лагера си и се връща в Гела. След тази загуба той загубва много от гръцките си съюзниците, които преминават към победителите; почти цяла Сицилия пада в ръцете на Хамилкар. Агатокъл се оттегля в Сиракуза, където е обсаден. В това положение той съставя плана за неговата прочута офанзива, Африканския поход. На 14 август 310 г. той успява през нощта да напусне пристанището с 60 кораба и 14 000 души. След шестдневен път неговата флота пристига в Африка на тунизийския западен бряг на полуостров Кап Бон, наблизо до Картаген. Агатокъл нарежда изгарянето на флотата, понеже нямал възможност да я пази. Така той тръгва без възможност за оттеглене. Той превзема градове по брега, между тях днешен Тунис.
В Сицилия през 309 пр.н.е. Антандрос, брата на Агатокъл, побеждава и пленява Хамилкар. Главата му изпраща на Агатокъл в Африка.